# Double V
Double V, também conhecido como Vadim Zhukov é um produtor de música Trance mais especificamente, Progressive Trance. Fez muito sucesso com seu single: Moscow Morning. Atualmente ele se encotra preparando um álbum para ser lançado até o final de 2007.